# Liste der Bodendenkmale in Vögelsen
In der Liste der Bodendenkmale in Vögelsen sind alle Bodendenkmale der niedersächsischen Gemeinde Vögelsen aufgelistet. Die Quelle ist der Denkmalatlas Niedersachsen. Der Stand der Liste ist der 27. September 2024.

## Allgemein
In den Spalten finden sich folgende Informationen des Bodendenkmales :
- Lage        : geographische Koordinaten
- Bezeichnung : Bezeichnung lt. Denkmalatlas
- Beschreibung: Beschreibung lt. Denkmalatlas
- ID          : Objekt-ID
- Bild        : Bild, ggf. zusätzlich mit Link zu weiteren Fotos im Medienarchiv Wikimedia Commons.

## Vögelsen
| Lage                         | Bezeichnung                   | Beschreibung | ID       | Bild |
| ---------------------------- | ----------------------------- | --- | -------- | ---- |
| 53° 16′ 36″ N, 10° 20′ 30″ O | Vögelsen 4, Grabhügel         | Fast rund, Dm. 12 m; H. 0,8 m. Rand auslaufend. Nordwestlich der Mitte eine längliche Eingrabung (L. 3,5 m; Br. 2 m; T. 0,7 m), im Ost-Bereich alte Eingrabung (L. 2 m; Br. 1 m; T. 0,4 m). Oberfläche gestört. | 28931404 | BW   |
| 53° 16′ 39″ N, 10° 21′ 48″ O | Vögelsen-Lüneburg 1, Landwehr | | 35545244 | BW   |
| 53° 17′ 26″ N, 10° 20′ 49″ O | Vögelsen-Lüneburg 3, Landwehr | Südwestlich des Fleckens Bardowick geht die „Doove Landwehr“ aus der „Alten Landwehr“ hervor und verläuft für etwa 3 km in annähernd Südost-Nordwest Richtung entlang der Gemarkungsgrenze zwischen Bardowick und Vögelsen. Sie besteht aus einem Wall-Graben-System mit unterschiedlicher Ausprägung und Erhaltung. | 28932096 | BW   |